# Giulio Cesare Stella
Giulio Cesare Stella (né à Rome en 1564 et mort en 1624 dans la même ville) est un poète et humaniste italien.

## Biographie
Né à Rome en 1564, il compose à l’âge de vingt ans, une épopée sur la découverte du Nouveau Monde par Christophe Colomb. Il avait été précédé par Lorenzo Gambara, qui s’était chargé de traiter le même sujet à la demande du cardinal de Granvelle. Les vers de Stella furent très-applaudis dans la société du cardinal Alexandre Farnèse ; et ils obtinrent aussi les suffrages de l’Académie florentine, et des plus illustres écrivains latins du seizième siècle, tels que Fulvio Orsini, Pietro degli Angeli, Marc Antoine Muret, etc. Ce dernier se montra fort satisfait de la latinité et de la versification. Stella fut camérier secret sous Clément VIII, Paul V, et s’étouffa en buvant, peu après la mort de ce dernier pontife. Son poème est intitulé : Columbeidos, libri priores duo, Rome, 1590, in-4°, dédié à Philippe d’Autriche, fils du roi d’Espagne. L’éditeur de cet ouvrage, dont la suite n’a jamais paru, fut le jésuite Francesco Benci, maître de l’auteur. Anne-Marie du Boccage lui a fait quelques emprunts dans sa Colombiade. Les autres ouvrages de Stella sont : I. Ad Garsiam Loaisan Philippi Hisp. principis institutorem, carmen, Ibid., 1594, in-4°. II. Ad Margaritam austriam Philippi III, Hisp. regis, sponsam, Ferrariam venientem, Ferrare, 1598, in-4°. III. In Raynutii Farnesi et Margaritæ Aldobrandinæ nuptias, carmen, Rome, 1600, in-4°. IV. In Joann. Franc. Aldobrandini S.R.E. ducis generalis obitum, elegia, Ibid., 1602, in-4°.

## LaColombiade
Seuls les deux premiers livres de ce poème, sur les quatre projetés, furent publiés en 1585 et 1589. Le prologue de cette œuvre est largement calqué sur celui de l'Énéide de Virgile. De même qu'Énée est le premier à faire le voyage de Troie en Italie et à mener des « guerres pieuses » pour y fonder une cité et introduire le culte de ses dieux, Christophe Colomb, dont le prénom signifie « porteur du Christ », est le premier à faire le voyage d'Espagne au Nouveau Monde pour y « établir des colonies sûres pour son peuple et instituer les pieux rites et les pratiques sacrées » de la religion chrétienne. Les premiers vers du récit virgilien mettent le lecteur in medias res (dans le feu de l'action) quand la déesse Junon, hostile au projet du héros, envoie une tempête pour disperser sa flotte : dans le poème de Stella, c'est Satan qui voudrait envoyer une tempête contre la flottille de Colomb mais il en est empêché par Dieu le Père qui veut qu'il aboutisse.
Les poèmes chrétiens sur la colonisation de l'Amérique, aussi bien chez les Espagnols et Portugais catholiques que les Anglais protestants, reprennent volontiers le thème du Nouveau Monde comme terre de Satan sous une apparence paradisiaque et la tempête fait partie des épreuves imposées aux colonisateurs chrétiens. José de Anchieta, en 1563, montre la colonisation du Brésil comme une victoire de Dieu contre Satan ; Gabriel Lobo Lasso de la Vega (es), auteur en 1594 d'une épopée sur la conquête du Mexique par Hernán Cortés, montre Satan qui demande à Neptune d'envoyer la tempête contre la flotte espagnole et en est empêché par un archange.